# Шампье, Симфорьен
Симфорьен Шампье (фр. Symphorien Champier; 1471, Лион, Франция — 1539, там же) — французский врач-хирург, поэт, гуманист, философ и политический деятель.

## Биография
Родился в 1471 году в Лионе, где и учился. После окончания Лионского университета осел в Монпелье, где занимался врачебной деятельностью. 
В 1508 году отправился на войну в Италию в качестве личного врача герцога Лотарингии Антуана Доброго, отличившись в битве при Аньяделло (1509). После битвы при Мариньяно (1515) посвящён был герцогом в рыцари. Являлся родственником известного рыцаря-полководца, героя Итальянских войн Баярда, написав после войны его биографию.
По возвращении во Францию вернулся в Монпелье, и лишь в 1520 году перебрался в родной Лион, где познакомился с Франсуа Рабле и исполнял обязанности городского председателя, продолжая медицинскую практику.
Скончался в 1539 году в Лионе.

## Научные работы
Основные научные работы посвящены медицине. Автор свыше 100 научных работ, среди которых очень много книг. Научные работы Симфорьена Шампье переиздавались и единицы из них переиздаются и поныне.

## Избранные сочинения
- Шампье С. «Сифилис»
- Шампье С. «Диалог о лечении флегмоны»
- Шампье С. «Краткое жизнеописание Клавдия Галена Пергамского»
- Шампье С. «Корабль государей и бранных подвигов дворянства» (1502)
- Шампье С. «Корабль добродетельных дам» (1503)
- Шампье С. «Деяния доблестного рыцаря Баярда» (1525)